# Condado de Lyon (Iowa)
O Condado de Lyon é um dos 99 condados do estado norte-americano de Iowa. A sede do condado é Rock Rapids, que é também a sua maior cidade. O condado tem uma área de 1523 km² (dos quais 0 km² estão cobertos por água), uma população de 11 581 habitantes, e uma densidade populacional de 7.6 hab/km² (segundo o censo nacional de 2010); a populacão estimada em 2019 foi de 11 755. O condado foi fundado em 1851 e recebeu o seu nome em homenagem a Nathaniel Lyon (1818-1861), o primeiro general do Exército da União a morrer na Guerra Civil Americana, durante a Batalha de Wilson's Creek.